# Powierzchnia Kuena

Animacja przekroju przez powierzchnię Kuena

Powierzchnia Kuena – jeden z rzadkich przykładów powierzchni o krzywiźnie Gaussa równej {\displaystyle -{\frac {1}{a^{2}}}.}
Jest także specjalnym przykładem powierzchni o ujemnej stałej krzywizny Gaussa, gdyż w przeciwieństwie do innych powierzchni Ennepera (o ujemno-stałych krzywiznach Gaussa) może być opisana parametrycznie używając funkcji elementarnych, a nie tylko funkcji eliptycznych.

## Wzór powierzchni
Powierzchnia może być opisana parametrycznie przy użyciu:
{\displaystyle x(u,v)={\frac {2a*(cos(u)+u*sin(u))*sin(v)}{1+u*u*sin(v)*sin(v)}}}

{\displaystyle y(u,v)={\frac {2a*(sin(u)-u*cos(u))*sin(v)}{1+u*u*sin(v)*sin(v)}}}

{\displaystyle z(u,v)=a*(log(tan({\frac {v}{2}}))+{\frac {2*cos(v)}{1+u*u*sin(v)*sin(v)}})}
gdzie v ∈ [o,π), u ∈ [o,2π)

## Przykład obliczeniowy
Przykładowe polecenia np. do obliczeń w programie SAGE:
```
u, v = var('u,v')
```

```
parametric_plot3d((2*(cos(u)+u*sin(u))*sin(v)/(1+u*u*sin(v)*sin(v)), 2*(sin(u)-u*cos(u))*sin(v)/(1+u*u*sin(v)*sin(v)), log(tan(v/2))+2*cos(v)/(1+u*u*sin(v)*sin(v)) ), (u,-4, 4), (v, 0.05, pi-0.05))
```

## Związki ze sferą

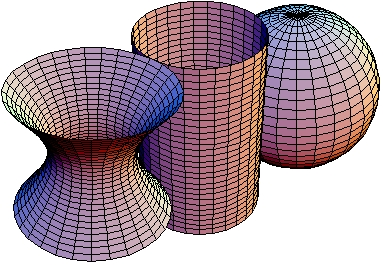
Chociaż na pierwszy rzut oka tak nie wygląda, to powierzchnia Kuena jest zbliżona w swej charakterystyce do sfery

Powierzchnia Kuena ma stało-ujemną krzywiznę Gaussa zbliżoną do sfery (która ma stałą dodatnią krzywiznę Gaussa), może być także przykładem jednej z najbardziej skomplikowanych powierzchni o takiej krzywiźnie. Samo posiadanie takiej krzywizny Gaussa jest rzadkim przypadkiem.

## Historia odkrycia
Przez 2000 lat matematycy szukali dowodu, że inne postulaty Euklidesa logicznie implikowały jego 5. lub Równoległy postulat: „Przez punkt poza daną linią może być narysowana dokładnie jedna równoległa linia.” Ostatecznie w 1826 Nikołaj Łobaczewski, dowiódł, że to bezowocny(daremny) cel. Skonstruował geometrię, która zaspokajała inne postulaty euklidesowskie, ale nie piąty. W jego nowej geometrii jest nieskończenie wiele równoległych linii przez dany punkt. Takie geometrie nazywane są obecnie geometriami Łobaczewskiego, ale bardziej popularnie nazywane hiperbolicznymi, a przestrzenie które je pokazują „pseudosferycznymi”, jak w najprostszym przykładzie pseudosfery. Właśnie najsłynniejszym przykładem jest powierzchnia Kuena, która jest podziwiana za swoje piękno, od czasu odkrycia ok. 150 lat temu.
Powierzchnię tę opisał niemiecki matematyk Theodor Kuen w 1884 roku.

## Wykorzystanie w mediach i popularność

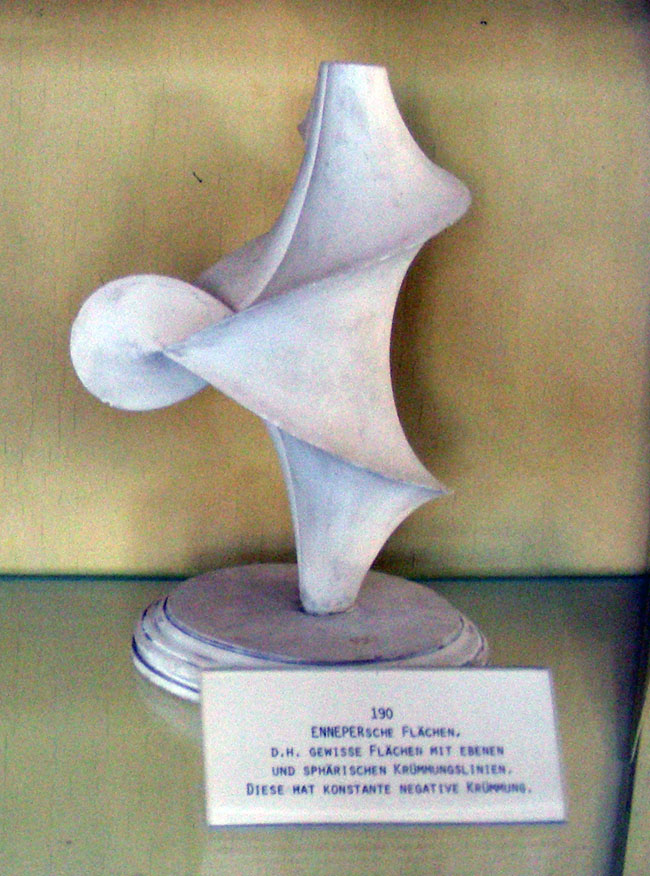
Model powierzchni Kuena

Powierzchnia Kuena jest popularna ze względu na jej piękno.
Pojawiła się również na okładce prasy na okładce wolumenu 2, numeru 1 „La Gaceta de la Real Sociedad Matemática Española” (1999).
Także pojawiła się na okładce magazynu HPC (High Performance Computing), 24 sierpnia 2001.
W 1936 Man Ray został wynajęty przez dziennik artystyczny "Cahiers d’Art", do sfotografowania modeli matematycznych geometrii nieeuklidowskiej znajdujących się w zasobach Instytutu Henri Poincaré w Paryżu. Te modele były pokazywane wśród surrealistycznych i modernistycznych prac w Grand Palais. Fotografie i obrazy Man Raya nazwane "Shakespearean Equations" (równania szekspirowskie) przyczyniły się do upowszechnienia nauki, oraz pokazania światu ich matematycznej elegancji.